# 藤崎セシル
藤崎 セシル（ふじさき せしる、1989年4月4日 - ）は、日本の元AV女優。Duoエンターテイメントに所属していた。
フランス・パリ出身。身長:160cm。スリーサイズ:B85(C-65)・W59・H86。血液型:A型。

## 略歴・人物
父親が日本人、母親がフランス人のハーフで、フランス生まれのフランス育ち。
2008年11月にイメージDVDが発売。
2009年1月にAVデビュー。同年2月2日に発売された週刊プレイボーイのグラビアに起用されている。ザ・トップDVD magazine2009年8月号では巻頭グラビアに起用された。
AV女優としての活動は1年間のみで、正式な発表はないが引退したものとみられる。

## 出演作品

### イメージDVD
- EIGHT・インターナショナル（2008年11月22日、レイフル）
- 裸体（2009年2月27日、Shuffle）

### アダルトDVD
2009年
- New Comer（1月9日、マックス・エー）　※デビュー作
- School days（2月13日、マックス・エー）
- 連続絶頂イカせFUCK（3月13日、マックス・エー）
- セシルが飲んであげる…（4月10日、マックス・エー）
- Gothic Garden（5月8日、マックス・エー）
- 誘惑マ○コ先生（6月12日、マックス・エー）